# AF Corse

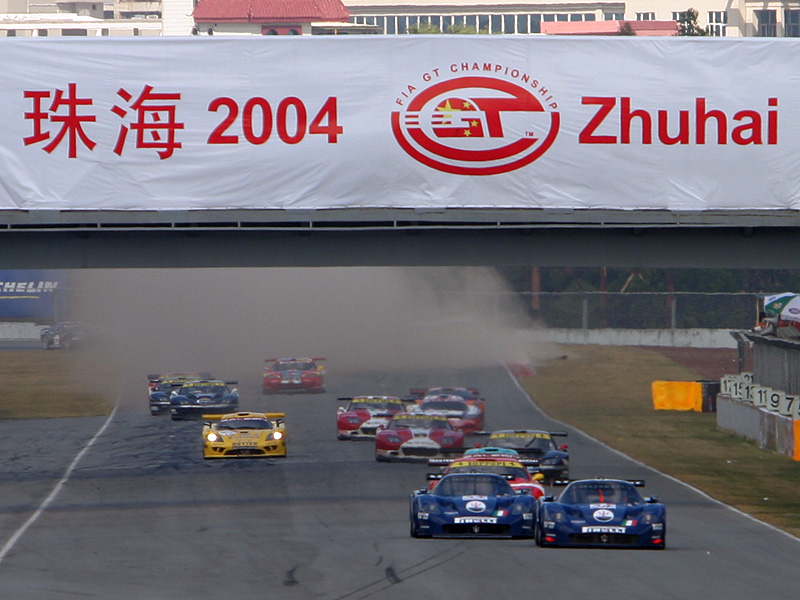
Die beiden Maserati MC12 von AF Corse in Zhuhai 2004

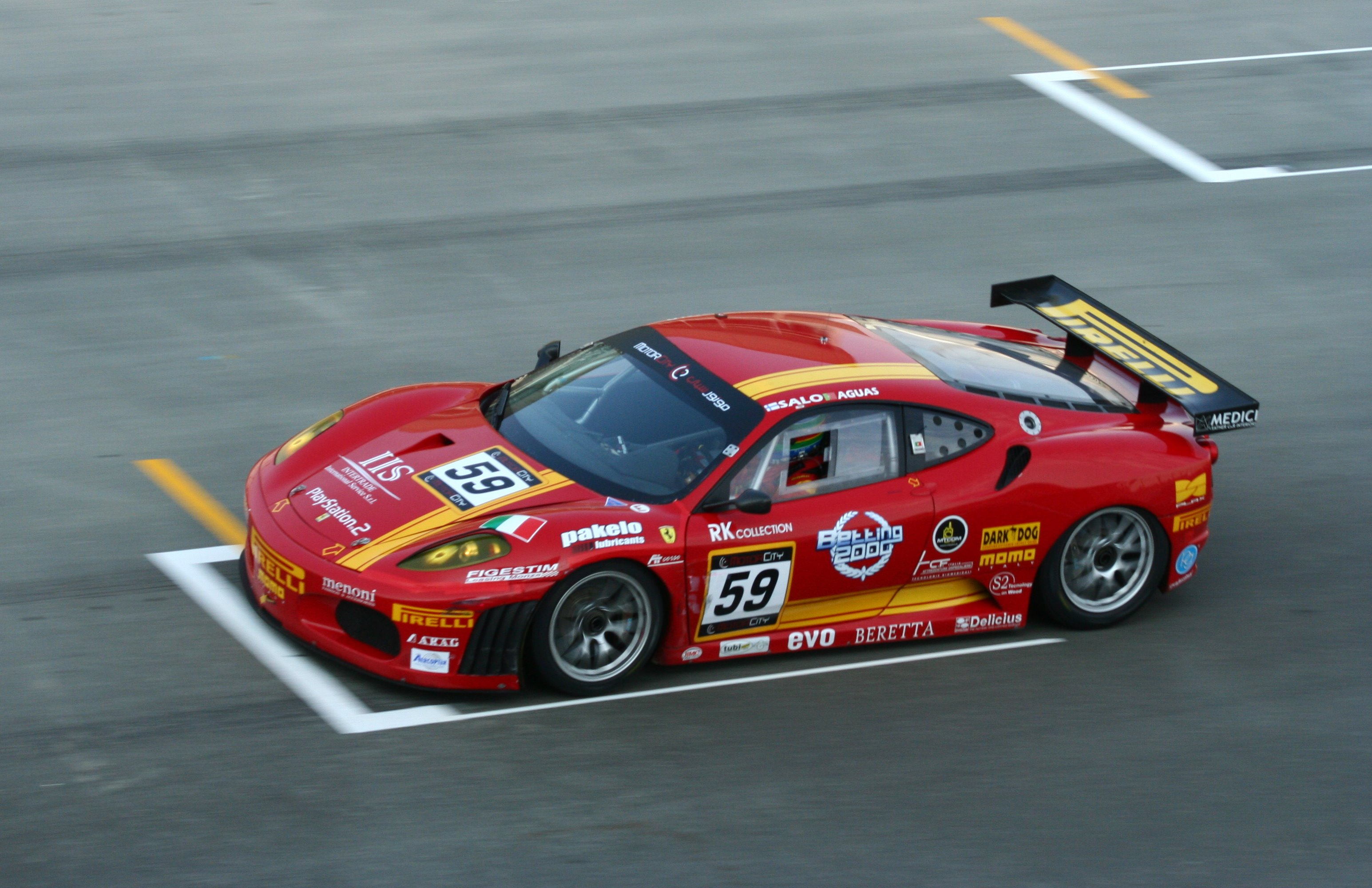
Ein Ferrari 430 von AF Corse in Dubai 2006

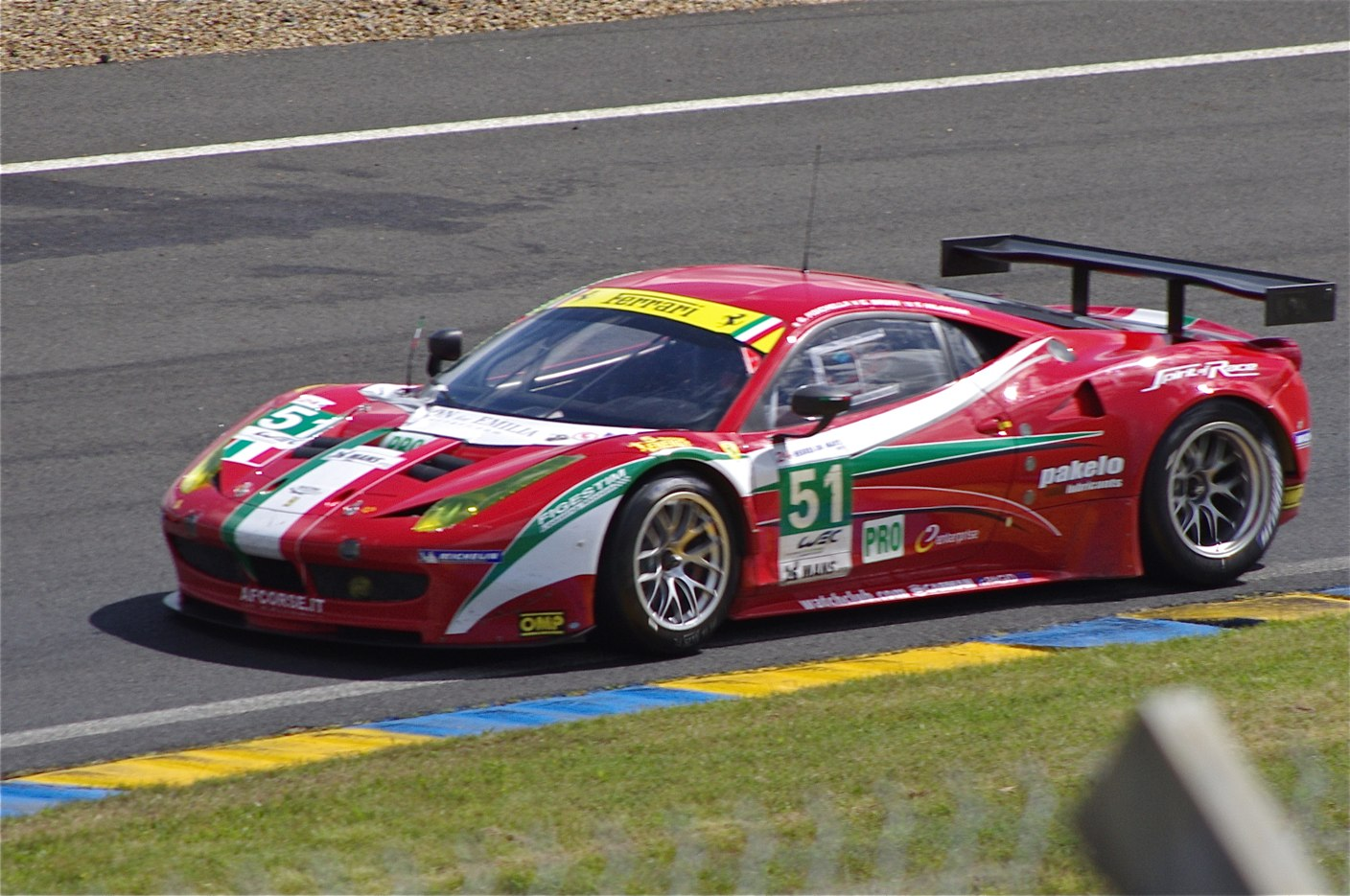
Ein Ferrari 458 Italia von AF Corse in Le Mans 2012

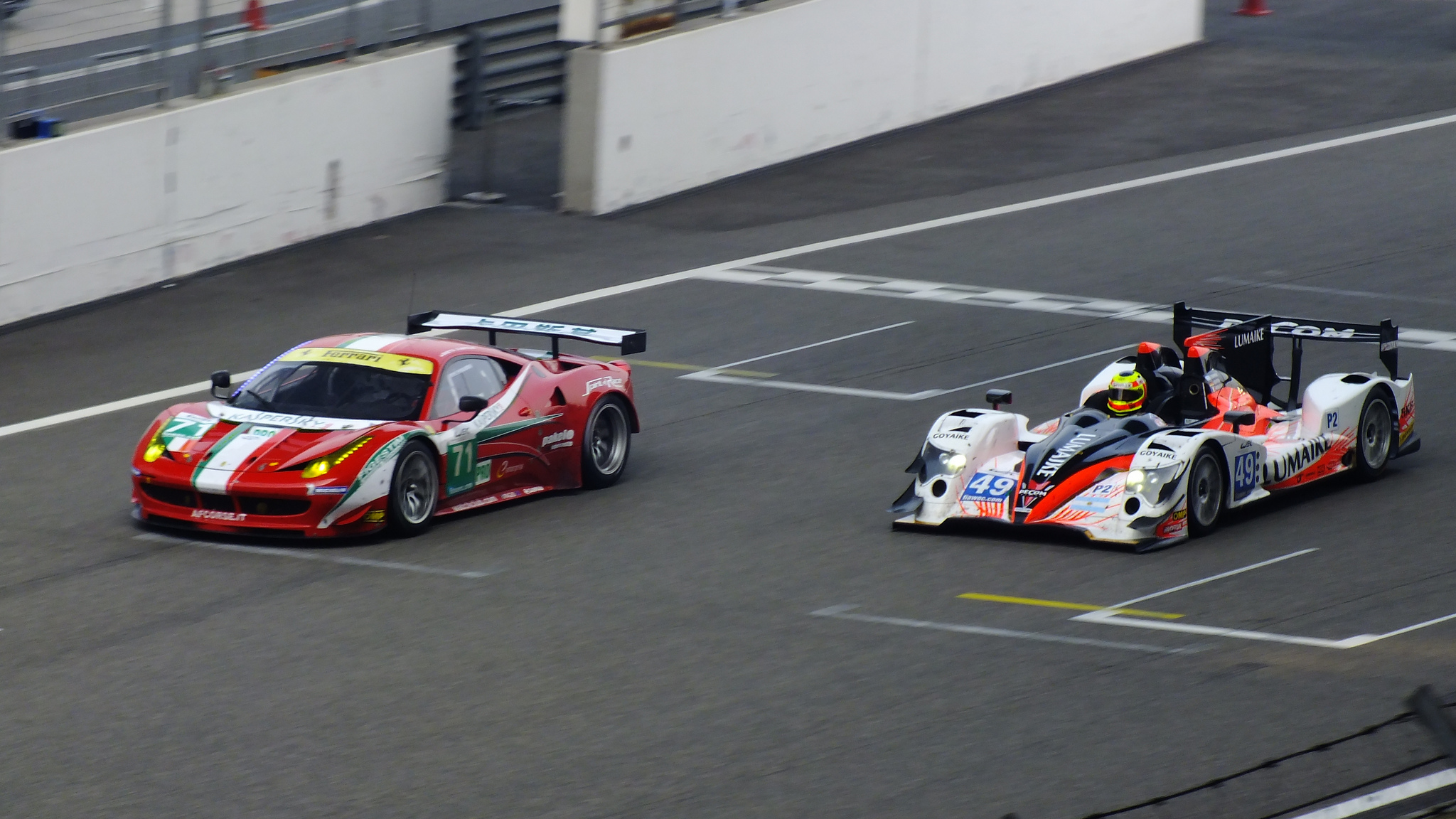
Ein Ferrari von AF Corse und der Oreca-03-Prototyp von Pecom Racing 2012 in Shanghai

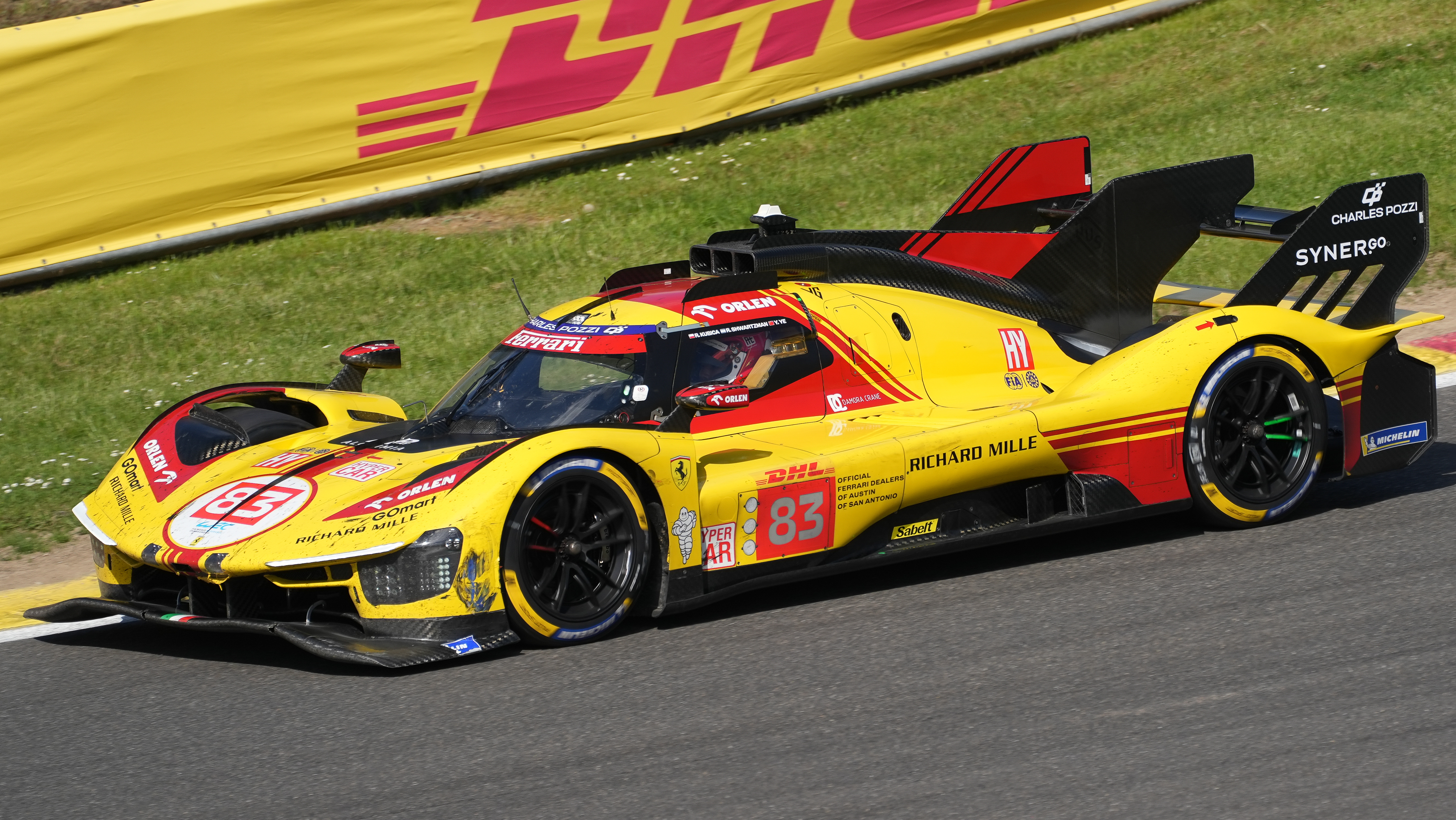
AF Corse-Ferrari 499P beim 6-Stunden-Rennen von Spa-Francorchamps 2024

AF Corse ist ein von dem ehemaligen Rennfahrer Amato Ferrari gegründetes, auf Maserati und Ferrari spezialisiertes italienisches Rennsportteam aus Piacenza. Es setzt Fahrzeuge in verschiedenen GT- und Langstreckenrennen, darunter auch die 24 Stunden von Le Mans, ein.

## Historie
Der Rennfahrer Amato Ferrari gründete das Team AF Corse im Jahr 1995 nach seiner aktiven Karriere. Neben Einsätzen unter eigenem Namen ist AF Corse für Kooperationen mit anderen Teams bzw. als Einsatzteam bekannt – wie etwa für Advanced Engineering, AT-Racing, PeCom Racing, Michael Waltrip Racing und SMP Racing. Neben den unten näher aufgeführten Serien setzte AF Corse auch Fahrzeuge in der italienischen GT- und Supertourenwagen-Meisterschaft, der Superstars-Serie und der International GT Open ein. Von 2003 bis 2006 übernahm AF Corse für Maserati die Durchführung der Trofeo Maserati.

### FIA-GT-Meisterschaft
Im Jahr 2004 setzte AF Corse mit Werksunterstützung zwei neue Maserati MC12 in der FIA-GT-Meisterschaft ein. Mika Salo und Andrea Bertolini gewannen zwei Rennen, allerdings wurde der Maserati MC12 erst beim letzten Rennen in Zhuhai offiziell homologiert.
In den folgenden Jahren konzentrierte sich AF Corse auf die GT2-Kategorie und gewann mit einem Ferrari 430 in den Jahren 2006, 2007 und 2008 den Fahrer- und Mannschaftstitel. 2009 konnte AF Corse den Titel der Teams gewinnen.

### FIA-GT3-Europameisterschaft
In der ersten Saison der FIA-GT3-Europameisterschaft im Jahr 2006 setzte AF Corse drei Maserati GranSport Light der Spezifikation GT3 ein. 2011 kehrte AF Corse mit zwei Ferrari 458 Italia in die Meisterschaft zurück und konnte mit Francesco Castellacci und Frederico Leo den Fahrertitel gewinnen. In der letzten Saison der FIA-GT3-Europameisterschaft im Jahr 2012 wurde AF Corse sowohl in der Fahrer- als auch in der Teamwertung Zweiter.

### FIA-GT1-Weltmeisterschaft
Nach dem Wechsel der FIA-GT1-Weltmeisterschaft auf das technische Reglement der Gruppe GT3 im Jahr 2012, setzte AF Corse auch hier zwei Ferrari 458 Italia ein. Das Team wurde Fünfter der Teamwertung mit Filip Salaquarda als bestem Fahrer auf dem siebten Rang. Einen Sieg konnte der Tscheche zusammen mit dem finnischen Werksfahrer Toni Vilander auf dem Nürburgring verbuchen. 

### Blancpain Endurance Series
AF Corse setzt seit 2011 Fahrzeuge in der Blancpain Endurance Series ein. Im Jahr 2012 gewann AF Corse den Titel in der Mannschaftswertung des Pro-Am-Cup und den Fahrertitel der gleichen Kategorie mit Niek Hommerson und Louis Machiels. Zwei Jahre danach holten Francisco Guedes und Peter Mann den Titel in der Gentleman Trophy. 2015 hat AF Corse nach dem Klassensieg bei den 24 Stunden von Spa-Francorchamps bereits ein Rennen vor Saisonende den Titel der Pro-Am-Kategorie sichergestellt. Die Fahrer am Steuer des Ferrari 458 Italia waren Matt Griffin und Duncan Cameron. Das Duo war darüber hinaus auch Teil des siegreichen Quartetts beim 24-Stunden-Rennen in Spa-Francorchamps 2013. In der höchsten Klasse, der PRO-Kategorie für rein professionelle Rennfahrer, war AF Corse bis heute nicht vertreten.

### ILMC und WEC
Beim 2010 neu ausgerichteten Intercontinental Le Mans Cup (ILMC) für Prototypen und Gran-Turismo-Fahrzeuge wurde AF Corse zweiter der Mannschaftswertung. Im folgenden Jahr gewann AF Corse die LM-GTE-Pro-Kategorie. In beiden Jahren gewann Ferrari auch den GT2- bzw. GTE-Herstellertitel.
In der offiziellen FIA-Langstrecken-Weltmeisterschaft (WEC) im Jahr 2012 gewann AF Corse ebenfalls den Titel der LMGTE Trophy und hatte erheblichen Anteil am Gewinn des GTE-Herstellertitels für Ferrari. Seit diesem Jahr ist die Mannschaft aus Italien ungeschlagen. 
Seit der Saison 2023 nimmt AF Corse mit dem neu vorgestellten Ferrari 499P auch in der Hypercar-Klasse (LMH-Klasse) der WEC teil. Der Wagen mit der Startnummer 51 konnte das 24-Stunden-Rennen von Le Mans 2023 gewinnen. Dabei wurde die fünf Jahre andauernde Siegesserie von Toyota Gazoo Racing unterbrochen. Dies stellte den ersten Gesamtsieg von Ferrari bei Le Mans seit 1965 dar. In der Herstellerwertung belegte Ferrari den zweiten Platz. Der Erfolg bei Le Mans konnte im darauffolgenden Jahr mit dem Wagen mit der Startnummer 50 wiederholt werden.

### Langstreckenrennen
Von 2006 bis 2012 nahm AF Corse durchgehend am 24-Stunden-Rennen von Spa-Francorchamps teil. Die größten Erfolge waren ein Doppelsieg in der GT2-Kategorie im Jahr 2006, der Sieg der gleichen Kategorie im Jahr 2009 und im Rahmen der Blancpain Endurance Series mehrere Klassensiege bis 2015. Das erfolgreiche Quartett in diesem Jahr bestand aus Werksfahrer Gianmaria Bruni, dem Italiener Alessandro Pier Guidi, dem Belgier Stéphane Lémeret und dem Thai Pasin Lathouras. 
2012 gewann AF Corse die GT-Pro-Kategorie des 24-Stunden-Rennen von Le Mans mit Giancarlo Fisichella, Gianmaria Bruni und Toni Vilander. Dieser Erfolg wurde 2014 wiederholt. 2015 war das Trio auf dem Weg zur Titelverteidigung, musste sich nach technischen Problemen aber mit dem dritten Rang begnügen. Die Teamkollegen Davide Rigon, James Calado und Olivier Beretta holten den zweiten Platz.
In den Jahren 2023 und 2024 schloss AF Corse das 24-Stunden-Rennen von Le Mans in der Hypercar-Klasse (LMH-Klasse) als Gesamtsieger ab.

## Ergebnisse

### FIA-GT1-Weltmeisterschaft
| 2012 | AF Corse | Ferrari | 3 | 5  | 6 | 13 | 3  | 10 | 9  | 1  | 4 | 12 | Ret | 7  | 6   | 9 | Ret | 8  | 1 | Ret | 8 | 126 | 5 |
| 2012 | AF Corse | Ferrari | 4 | 10 | 5 | 7  | 11 | 13 | 11 | 12 | 9 | 11 | 7   | 10 | Ret | 8 | 6   | 10 | 7 | 7   | 5 | 126 | 5 |

### Einzelergebnisse in der FIA-Langstrecken-Weltmeisterschaft (Hypercar-Klasse)
| Saison | Team             | Startnummer | Fahrer                                                | 1   | 2   | 3   | 4   | 5   | 6   | 7   | 8   |
| ------ | ---------------- | ----------- | ----------------------------------------------------- | --- | --- | --- | --- | --- | --- | --- | --- |
| 2023   | Ferrari AF Corse | 50          | Antonio Fuoco Miguel Molina Nicklas Nielsen           | SEB | POR | SPA | LEM | MON | FUJ | BAH |     |
| 2023   | Ferrari AF Corse | 50          | Antonio Fuoco Miguel Molina Nicklas Nielsen           | 3   | 2   | DNF | 5   | 2   | 4   | 3   |     |
| 2023   | Ferrari AF Corse | 51          | James Calado Antonio Giovinazzi Alessandro Pier Guidi | SEB | POR | SPA | LEM | MON | FUJ | BAH |     |
| 2023   | Ferrari AF Corse | 51          | James Calado Antonio Giovinazzi Alessandro Pier Guidi | 15  | 6   | 3   | 1   | 5   | 5   | 6   |     |
| 2024   | Ferrari AF Corse | 50          | Antonio Fuoco Miguel Molina Nicklas Nielsen           | KAT | IMO | SPA | LEM | SAO | AUS | FUJ | BAH |
| 2024   | Ferrari AF Corse | 50          | Antonio Fuoco Miguel Molina Nicklas Nielsen           | 6   | 4   | 3   | 1   |     |     |     |     |
| 2024   | Ferrari AF Corse | 51          | James Calado Antonio Giovinazzi Alessandro Pier Guidi | KAT | IMO | SPA | LEM | SAO | AUS | FUJ | BAH |
| 2024   | Ferrari AF Corse | 51          | James Calado Antonio Giovinazzi Alessandro Pier Guidi | 12  | 7   | 4   | 3   |     |     |     |     |
| 2024   | AF Corse         | 83          | Robert Kubica Ye Yifei Robert Schwarzman              | KAT | IMO | SPA | LEM | SAO | AUS | FUJ | BAH |
| 2024   | AF Corse         | 83          | Robert Kubica Ye Yifei Robert Schwarzman              | 4   | 8   | 8   | DNF |     |     |     |     |

| Legende  | Legende            | Legende                                                          |
| Farbe    | Abkürzung          | Bedeutung                                                        |
| -------- | ------------------ | ---------------------------------------------------------------- |
| Gold     | –                  | Sieg                                                             |
| Silber   | –                  | 2. Platz                                                         |
| Bronze   | –                  | 3. Platz                                                         |
| Grün     | –                  | Platzierung in den Punkten                                       |
| Blau     | –                  | Klassifiziert außerhalb der Punkteränge                          |
| Violett  | DNF                | Rennen nicht beendet (did not finish)                            |
| Violett  | NC                 | nicht klassifiziert (not classified)                             |
| Rot      | DNQ                | nicht qualifiziert (did not qualify)                             |
| Rot      | DNPQ               | in Vorqualifikation gescheitert (did not pre-qualify)            |
| Schwarz  | DSQ                | disqualifiziert (disqualified)                                   |
| Weiß     | DNS                | nicht am Start (did not start)                                   |
| Weiß     | WD                 | zurückgezogen (withdrawn)                                        |
| Hellblau | PO                 | nur am Training teilgenommen (practiced only)                    |
| Hellblau | TD                 | Freitags-Testfahrer (test driver)                                |
| ohne     | DNP                | nicht am Training teilgenommen (did not practice)                |
| ohne     | INJ                | verletzt oder krank (injured)                                    |
| ohne     | EX                 | ausgeschlossen (excluded)                                        |
| ohne     | DNA                | nicht erschienen (did not arrive)                                |
| ohne     | C                  | Rennen abgesagt (cancelled)                                      |
| ohne     | keine WM-Teilnahme |                                                                  |
| sonstige | P/fett             | Pole-Position                                                    |
| sonstige | 1/2/3/4/5/6/7/8    | Punktplatzierung im Sprint-/Qualifikationsrennen                 |
| sonstige | SR/kursiv          | Schnellste Rennrunde                                             |
| sonstige | *                  | nicht im Ziel, aufgrund der zurückgelegten Distanz aber gewertet |
| sonstige | ()                 | Streichresultate                                                 |
| sonstige | unterstrichen      | Führender in der Gesamtwertung                                   |